# Hecq
Hecq ist eine französische Gemeinde im Département Nord in der Region Hauts-de-France. Sie gehört zum Arrondissement Avesnes-sur-Helpe und zum Kanton Avesnes-sur-Helpe. Die Bewohner nennen sich Hecquois.

## Lage
Die Gemeinde Hecq liegt im Tegionalen Naturpark Avesnois, 20 Kilometer südsüdöstlich von Valenciennes. Sie grenzt im Norden an Englefontaine, im Osten an Locquignol, im Süden an Preux-au-Bois und im Westen an Poix-du-Nord. An der nördlichen Gemeindegrenze verläuft das Flüsschen Saint-Georges.

## Bevölkerungsentwicklung
| Jahr                       | 1962 | 1968 | 1975 | 1982 | 1990 | 1999 | 2006 | 2012 | 2020 |
| Einwohner                  | 237  | 242  | 228  | 187  | 259  | 270  | 327  | 355  | 350  |
| Quellen: Cassini und INSEE |      |      |      |      |      |      |      |      |      |

## Sehenswürdigkeiten
- Kirche Saint-Saulve aus dem Jahr 1766
- Kapelle Notre-Dame du Mont Carmel
- Kapelle Saint-Sébastien

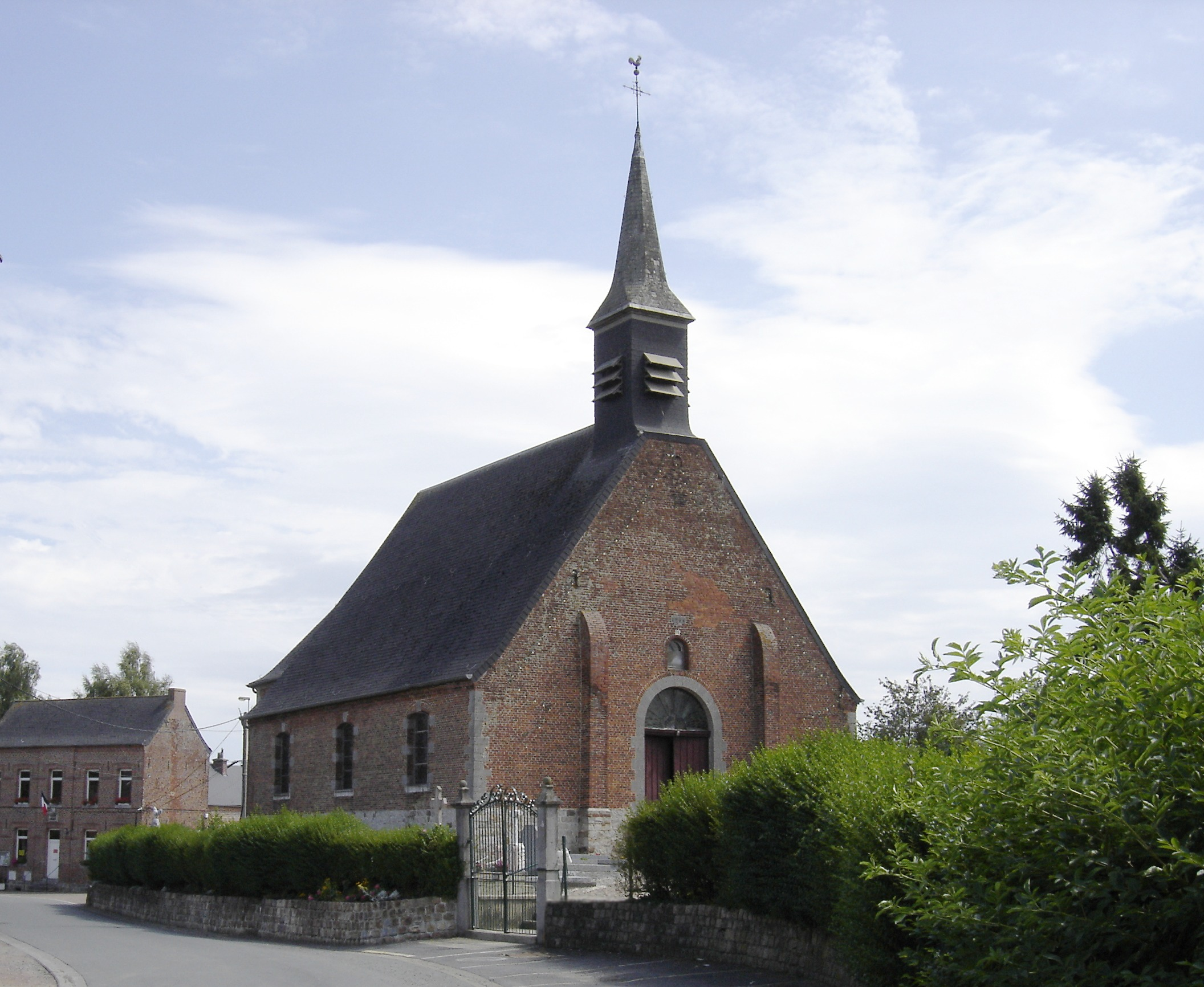
Kirche Saint-Saulve
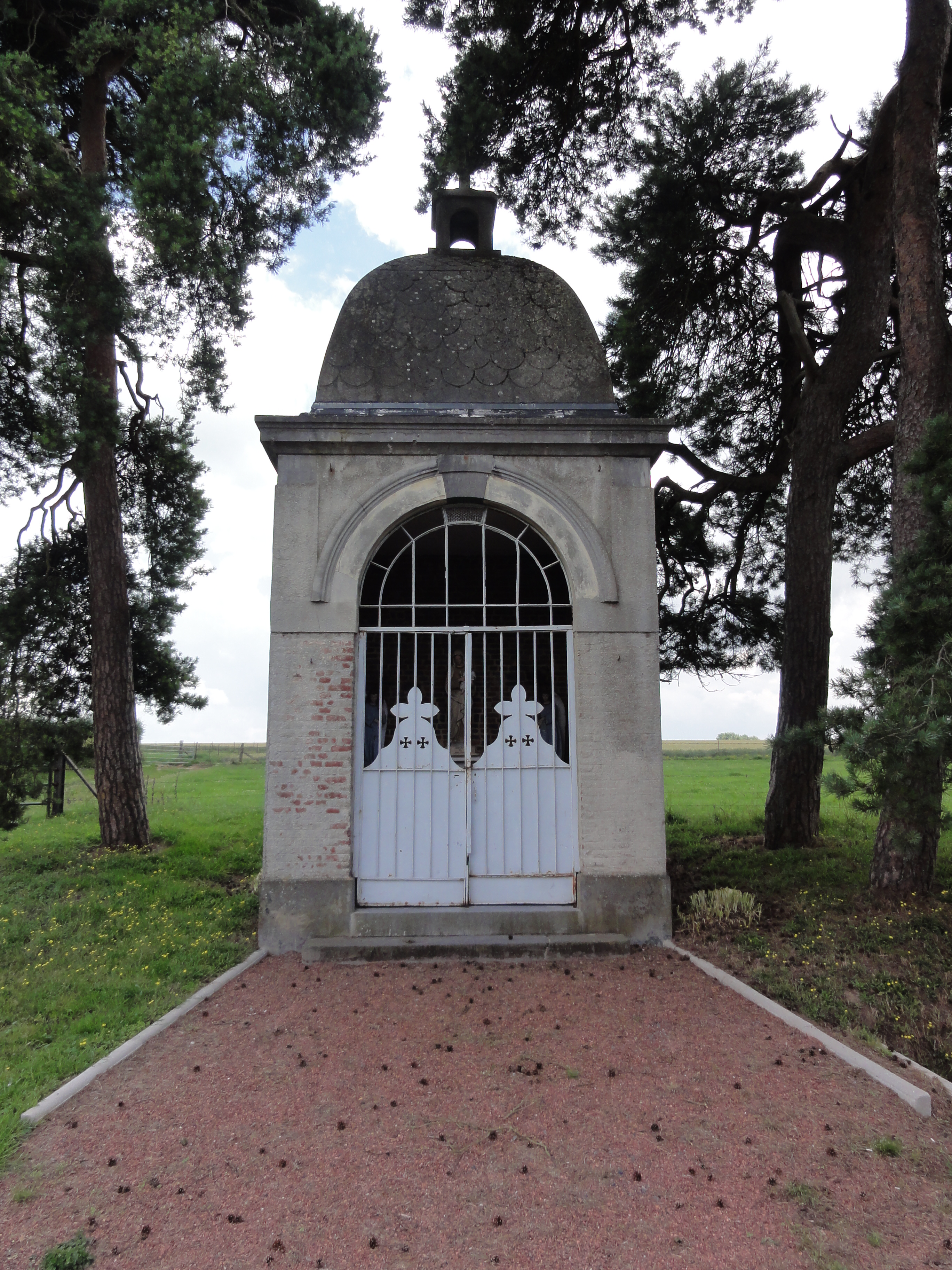
Kapelle Notre-Dame du Mont Carmel
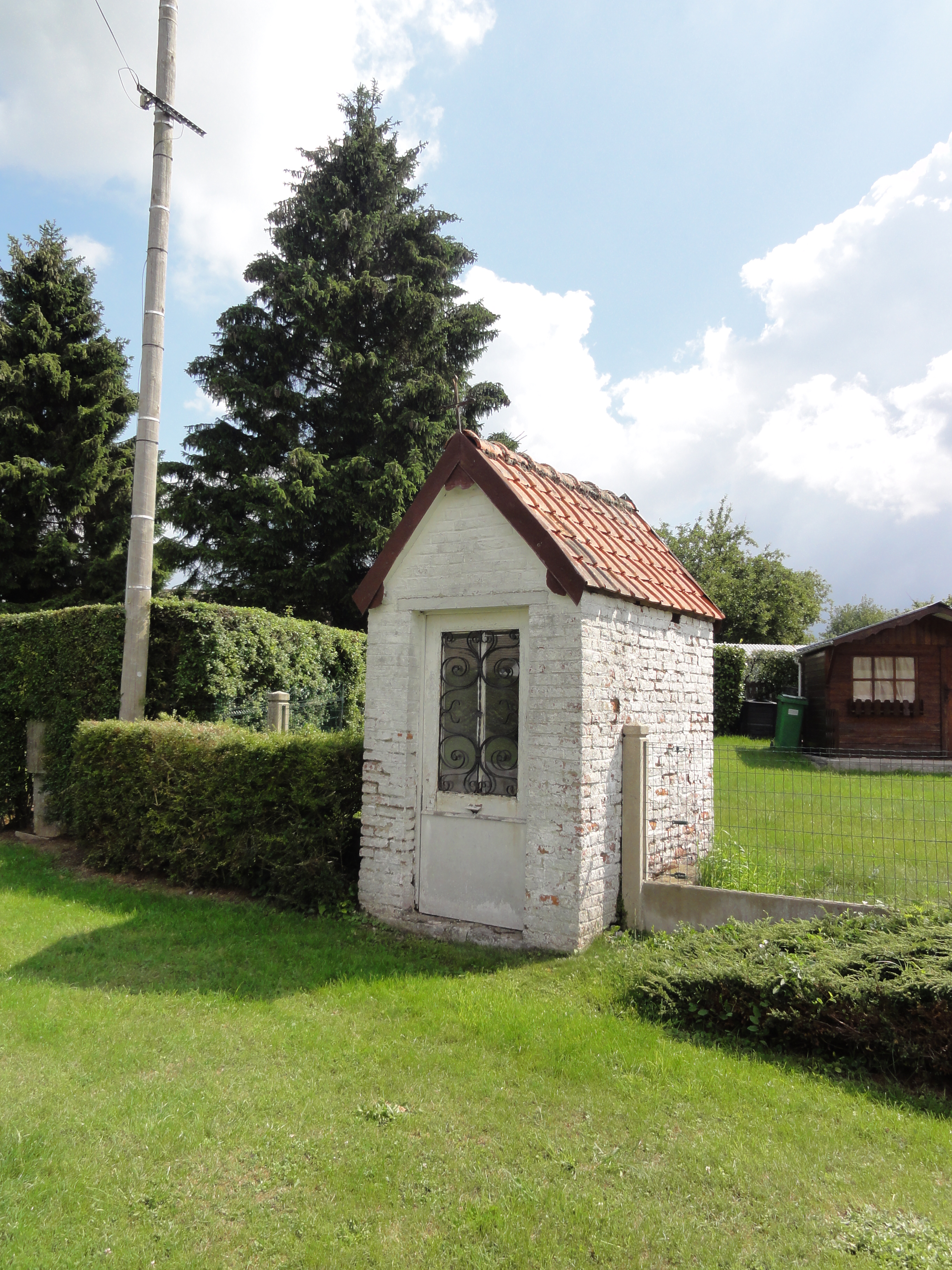
Kapelle Saint-Sébastien
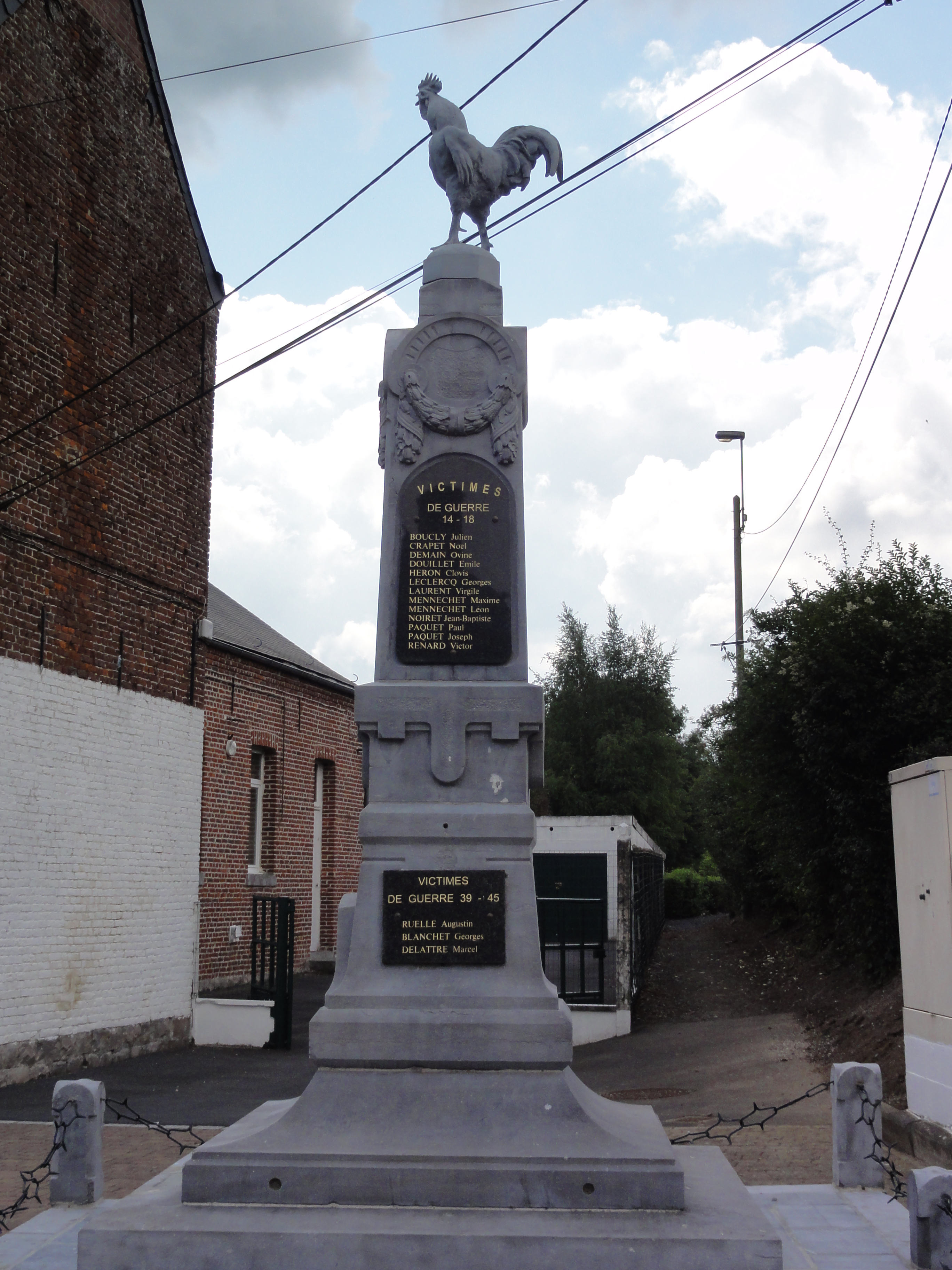
Gefallenendenkmal